# Babiloni tört
Babiloni törteket – más néven 60-ados törteket – használunk az óra (időegység) és a fok (szögmérték) részeinek megadásánál:
1h = 60 min, 1 min = 60 s;

1° = 60’, 1’ = 60".

A tizedestörteket Európában csak a 16. században kezdték használni. Ezt megelőzően - főként a csillagászati számításokban - a szögeken kívül a szögfüggvények értékeit is babiloni törtekben számolták. A már korábban elterjed decimális számjegyekkel megadott törtrészek helyi értékét római számjegyekkel jelölték. Ebből származik a szögperc és -másodperc korunkban is használt jele: ' és ".
Pl. a pí közelítő értéke babiloni törtekben 6 helyi értékre:
π ≈ 3° 8I 29II 44III 0IV 47V 25VI = 3+8/60 + 29/602 + 44/603 + 0/604 + 47/605 + 25/606 = 3,141592654